# Papahanaumokuakea
Papahanaumokuakea marina nationalmonument är ett av USA:s nationalmonument som omfattar 140 000 km² hav och tio öar och atoller av Nordvästra Hawaiiöarna, vilket gör det till ett av de största marina naturreservaten i världen.  Området förklarades som nationalmonument under namnet Northwestern Hawaiian Islands Marine National Monument av USA:s president George W. Bush den 15 juni 2006 och fick sitt nuvarande namn Papahanaumokuakea år 2007. Området sköts i samarbete med Department of Commerce, Department of the Interior och delstaten Hawaii. Områdets namn inspirerades av namnet på Hawaiis skapargudinna Papahanaumoku och hennes man Wakea.
Området sattes upp på USA:s lista över förslag till världsarv (tentativa världsarvslistan) år 2008 och fick status som världsarv 2010.